# Радошови
Радошови (пол. Radoszowy, нім. Radoschau) — село в Польщі, у гміні Павловички Кендзежинсько-Козельського повіту Опольського воєводства.
Населення — 223 особи (2011).

## Демографія
Демографічна структура станом на 31 березня 2011 року:
|          | Загалом | Допрацездатний вік | Працездатний вік | Постпрацездатний вік |
| -------- | ------- | ------------------ | ---------------- | -------------------- |
| Чоловіки | 110     | 22                 | 72               | 16                   |
| Жінки    | 113     | 16                 | 66               | 31                   |
| Разом    | 223     | 38                 | 138              | 47                   |